# Igarapé (ort)
Igarapé är en ort i Brasilien.   Den ligger i kommunen Igarapé och delstaten Minas Gerais, i den sydöstra delen av landet, 600 km sydost om huvudstaden Brasília. Igarapé ligger 812 meter över havet och antalet invånare är 21 427.
Terrängen runt Igarapé är platt norrut, men söderut är den kuperad. Terrängen runt Igarapé sluttar norrut. Runt Igarapé är det ganska tätbefolkat, med 58 invånare per kvadratkilometer.. Närmaste större samhälle är Betim, 15,7 km nordost om Igarapé.
I omgivningarna runt Igarapé växer huvudsakligen savannskog.